# Hycleus duodecimpunctatus
Hycleus duodecimpunctatus é uma espécie de insetos coleópteros polífagos pertencente à família Meloidae.
A autoridade científica da espécie é Olivier, tendo sido descrita no ano de 1811.
Trata-se de uma espécie presente no território português.